# June Langová
June Lang (rodným jménem Winifred June Vlasek, 5. května, 1917 – 16. května 2005) byla americká herečka. V průběhu 30. let a první poloviny 40. let ztvárňovala převážně malé role v „béčkových“ filmech u studia 20th Century Fox. Vrcholu své kariéry dosáhla v letech 1936 až 1937, avšak po vyloučení ze studia a svatbě s kontroverzním producentem Johnnym Rosellinim její kariéra začala rychle upadat. Mezi její nejznámější film patří válečné drama Cesta ke slávě z roku 1936.

## Život

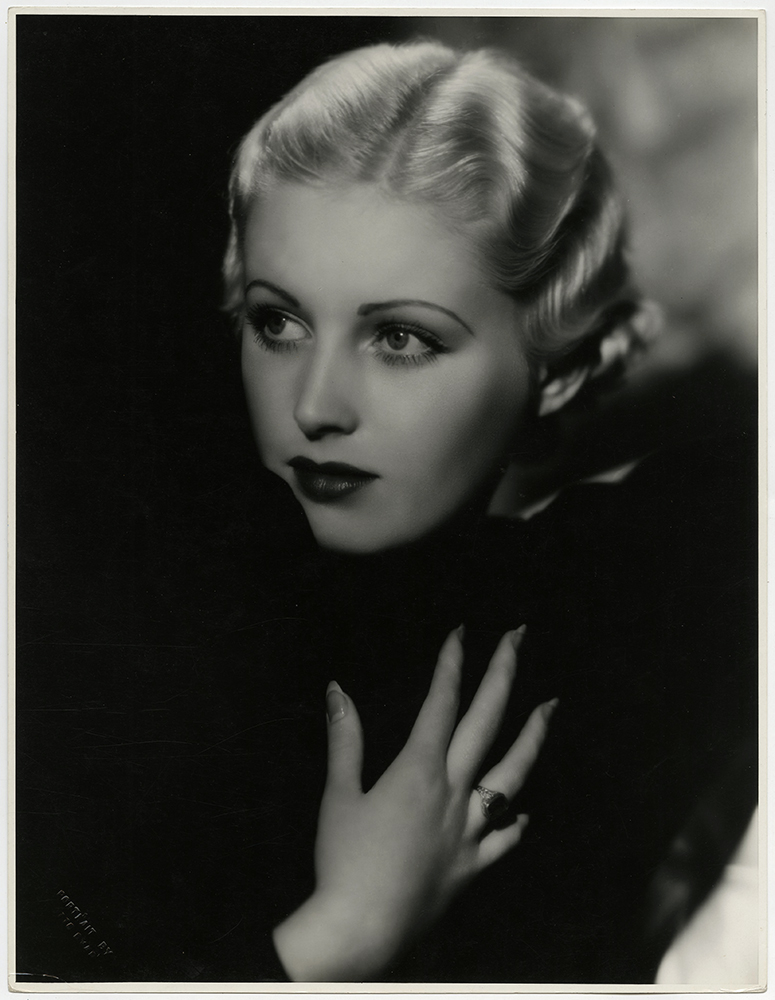
June Langová jako blondýna v první polovině 30. let

### Mládí a začátek kariéry
June Langová se narodila jako Winifred June Vlasek v Minneapolisu ve státě Minnesota jako dcera Clarence a Edith Vlasekových. June se od dětství věnovala herectví a divadlu a již ve dvanácti letech se údajně rozhodla stát se filmovou hvězdou. Rodina se později v roce 1923 přestěhovala do Los Angeles, kde June navštěvovala i taneční školu. Tehdy také začala účinkovat v muzikálových revuích ve zdejších divadlech, kde upoutala pozornost hledačů talentů od studia Fox Film Corporation. V té době již měla za sebou filmový debut ve filmu Young Sinners (1931) a téhož roku ztvárnila i malou roli ve filmu Miracle Woman (1931) s Barbarou Stanwyckovou u studií RKO Pictures a Universal Pictures. Se studiem Fox následně podepsala smlouvu na pět let a své další malé filmové role ztvárňovala hlavně v „béčkových“ muzikálech, přičemž vystupovala pod svým rodným jménem June Vlasek.
Žádná větší příležitost u filmu však nepřicházela, a June si proto změnila umělecké příjmení na více americké Lang, o kterém doufala, že by jí v kariéře mohlo pomoct. Jejím prvním filmem s novým jménem se stal muzikál Music in the Air z roku 1934 se slavnou Glorií Swansonovou, kde také ztvárnila svou první větší roli. Kromě filmů si přivydělávala i jako modelka a často pózovala na reklamních plakátech v plavkách. Během působení u studia Fox si také dokončovala střední školu na Beverly Hills High School, kde v létě 1933 absolvovala. Pětiletý kontrakt u studia jí však vypršel, aniž by ztvárnila podstatnější roli a studio ji propustilo.

### Vrchol kariéry
Na herectví však nezanevřela a nadále se snažila uplatnit jako herečka na volné noze. Kromě další malé role ve filmu se slavným duem Laurelem a Hardym u Hal Roach studios však žádnou jinou nabídku nedostala. June Langová byla blondýna, ale v tomto filmu účinkovala s hnědou parukou a napadlo ji, že změna image prostřednictvím obarvení vlasů by jí mohla výrazně pomoci v kariéře. Jako tmavá bruneta se následně vrátila do studia 20th Century Fox, kde ji jeden z jejích bývalých přátel nechal podstoupit konkurz na film Kapitán January (1936) s Shirley Templeovou v hlavní roli. Během konkurzu se producentům zalíbila, roli vyhrála a po dokončení filmu s ní studio uzavřelo novou smlouvu (jiné zdroje uvádí, že při vystupování  v nočním klubu zapůsobila na samotného šéfa studia Fox Darryla F. Zanucka, který v ní rozpoznal velký potenciál a sám ji pozval do studia). June Langovou následně obsadili do první hlavní role ve filmu The Country Doctor (1936) s Jeanem Hersholtem. Její kariéra začala poprvé stoupat a ještě téhož roku byla obsazena do svého nejslavnějšího snímku Cesta ke slávě (1936) po boku tehdejší hollywoodské elity Fredrica Marche, Warnera Baxtera, Lionela Barrymorea. V roce 1936 natočila celkem pět filmů a do roku 1937 vstoupila na vrcholu své kariéry. I její fanouškovská základna se podstatně rozrostla, avšak v roce 1938 se jí dařit přestalo. Po úspěšné komedii Meet the Girls ji studio poslalo natáčet do Anglie film So This Is London. V roce 1938 před hrozící válkou utíkala z Anglie spousta lidí, a i June Langovou tehdejší situace a možnost vypuknutí bojů v Evropě děsila. I přes výhružkou ukončení smlouvy se nakonec vrátila zpět do Spojených států.

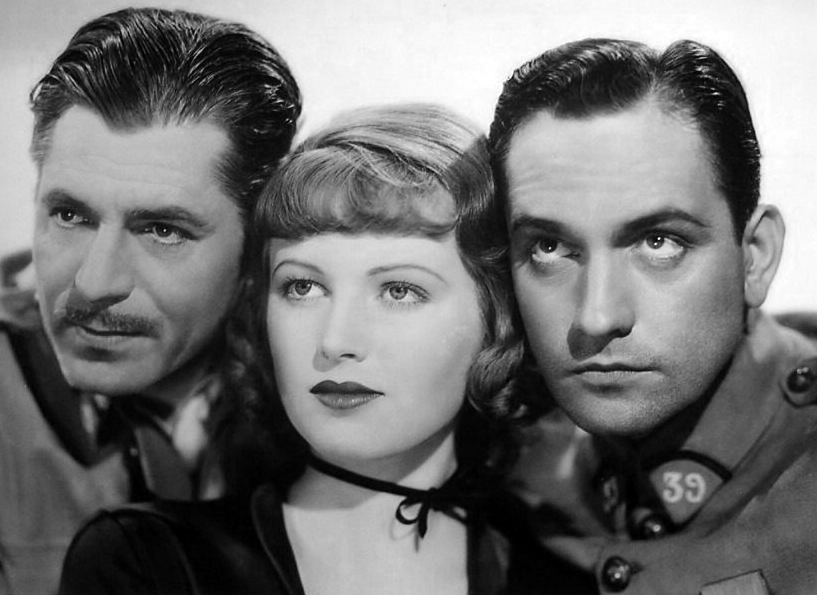
Warner Baxter, June Langová a Fredric March ve filmu Cesta ke slávě (1936)

### Pozdější roky
Po návratu jí studiu Fox zrušilo smlouvu a její angažmá v nadějné sérii filmů s pracovním názvem The Big Town Girls se tak neuskutečnilo. Po zrušení smlouvy se studiem se opět rozhodla působit jako herečka na volné noze. V roce 1939 se ještě objevila v několika filmech, ale další okolností, která vedla k úpadku její kariéry se stalo uzavření manželství s Johnnym Rosellinim. June Langová se poprvé vdala v roce 1937 za agenta Victora Orsattiho, avšak krátce po líbánkách se rozvedli. Jejím druhým manželem se stal John Rosellini, naoko vystupující jako začínající producent, zároveň však významný člen mafiánského podsvětí, o čemž Langová údajně neměla tušení. Po prozření a soudním procesu s Rosellinim obviněným z vydírání se Langová v roce 1943 opět rozvedla a po rozvodu se prakticky stáhla z očí veřejnosti a v průběhu 40. let její kariéra téměř zanikla. V roce 1946 se potřetí vdala, za armádního poručíka Williama Morgana a o rok později natočila svůj poslední film Lighthouse. Později již pouze příležitostně účinkovala v televizi a v průběhu 50. a 60. let si zahrála malé epizodní role v několika televizních seriálech.
Zemřela 16. května 2005, jedenáct dní po svých 88. narozeninách, ve čtvrti Valley Village v Los Angeles. Byla pohřbena na hřbitově Forest Lawn Memorial Park v Hollywood Hills.

## Filmografie
Kompletní filmografie podle filmových databází ČSFD a IMDb:

### Filmy
Nepřipsané role
- 1931 Young Sinners (režie John G. Blystone)
- 1931 The Miracle Woman (režie Frank Capra)
- 1932 She Wanted a Millionaire (režie John G. Blystone)
- 1934 Now I'll Tell (režie Edwin J. Burke)
- 1934 She Learned About Sailors (režie George Marshall)
- 1934 Love Time (režie James Tinling)
- 1935 George White's 1935 Scandals (režie George White, James Tinling a Harry Lachman)
- 1943 Flesh and Fantasy (režie Julien Duvivier)
- 1944 Up in Arms (režie Elliott Nugent)

Jako June Vlasek
- 1932 Chandu the Magician (režie William Cameron Menzies)
- 1933 I Loved You Wednesday (režie Henry King a William Cameron Menzies)
- 1933 The Man Who Dared (režie Hamilton MacFadden)

Jako June Lang
- 1934 Music in the Air (režie Joe May)
- 1935 Bonnie Scotland (režie James W. Horne)
- 1936 The Country Doctor (režie Henry King)
- 1936 Every Saturday Night (režie James Tinling)
- 1936 Kapitán January (režie David Butler)
- 1936 Cesta ke slávě (režie Howard Hawks)
- 1936 White Hunter (režie Irving Cummings)
- 1937 Nancy Steele Is Missing! (režie George Marshall)
- 1937 Rekrut Willie Winkie (režie John Ford)
- 1937 Ali Baba Goes to Town (režie David Butler)
- 1938 International Settlement (režie Eugene Forde)
- 1938 One Wild Night (režie Eugene Forde)
- 1938 Meet the Girls (režie Eugene Forde)
- 1939 Forged Passport (režie John H. Auer)
- 1939 Zenobia (režie Gordon Douglas)
- 1939 For Love or Money (režie Albert S. Rogell)
- 1939 Kapitán Fury (režie Hal Roach)
- 1939 Inside Information (režie Charles Lamont)
- 1940 Convicted Woman (režie Nick Grinde)
- 1940 Isle of Destiny (režie Elmer Clifton)
- 1941 Redhead (režie Edward L. Cahn)
- 1942 Too Many Women (režie Bernard B. Ray)
- 1942 Footlight Serenade (režie Gregory Ratoff)
- 1942 City of Silent Men (režie William Nigh)
- 1943 Stage Door Canteen (režie Frank Borzage)
- 1944 Three of a Kind (režie D. Ross Lederman)
- 1947 Lighthouse (režie Frank Wisbar)

### Televize
- 1950–1952 Fireside Theatre (3 díly)
- 1953 City Detective (1 díl)
- 1959 The Detectives (1 díl)
- 1962 77 Sunset Strip (1 díl)
- 1968 The Felony Squad (1 díl)